# Ptyelus declaratus
Ptyelus declaratus är en insektsart som beskrevs av Melichar 1903. Ptyelus declaratus ingår i släktet Ptyelus och familjen spottstritar. Inga underarter finns listade i Catalogue of Life.